# Каави
Каави (фин. Kaavi) — община в провинции Северное Саво, губерния Восточная Финляндия, Финляндия. Общая площадь территории — 789,59 км², из которых 115,49 км² — вода.

## Демография
На 31 октября 2013 года в общине Каави проживают 3283 человека: 1630 мужчин и 1653 женщины.
Финский язык является родным для 99,23 % жителей, шведский — для 0,06 %. Прочие языки являются родными для 0,71 % жителей общины.
Возрастной состав населения:
- до 14 лет — 14,24 %
- от 15 до 64 лет — 58,87 %
- от 65 лет — 26,89 %

Изменение численности населения по годам:
| Год  | Численность |
| ---- | ----------- |
| 1980 | 4763        |
| 1990 | 4230        |
| 2000 | 3776        |
| 2010 | 3377        |
| 2016 | 3154        |

## Расстояние
- Куопио — 60 км
  - Куопио аэропорт — 45 км

- Йоэнсуу — 90 км
  - Йоэнсуу аэропорт — 85 км

- Хельсинки — 450 км
  - Хельсинки-Вантаа аэропорт 440 км

- Финляндско-Российской границы (Ниирала-Вяртсиля — пропускной пункт) — 162 км
- Петрозаводск — 435 км
- Санкт-Петербург — 450 км

## Туризм
Заповедник Телккямяки (Telkkämäki)
- природу заповедника, традиционные фермы
- единственное место во всей Скандинавии, где ещё занимаются выжиганием леса под пашню[9]
- Телккямяки, видео на YouTube

Pека Вайккойоки (Vaikkojoki)
- длина реки Вайккойоки 61 км
- примерно 40 порогов
- спуск по порогам
- рыбалка (таймень, щука и радужная форель — и на озерах судак)
- на берегу находятся тропы для велосипедных походов и пеших
- Вайккойоки, видео на YouTube

Литейная Мастерская Юутила (Juutilan valimo)
- Литейная Мастерская была основана в 1881 году
- В 2004 старую мастерскую превратили в музей

## Культурные мероприятия
Театры
- театры под открытым небом в Луйконлахти и в Маарианваара (Luikonlahden kesäteatteri и Maarianvaaran kesäteatteri)

Каави-Блюз (Kaavi Blues)
- Фестиваль блюза в июне[10]

## Города-побратимы
- Мынисте, Эстония